# Kostel svatého Martina (Dambořice)
Kostel svatého Martina je římskokatolický chrám v Dambořicích v okrese Hodonín. Je chráněn jako kulturní památka České republiky.

## Historie
Kostel v Dambořicích se připomíná poprvé roku 1326. Současná stavba je nejasného stáří, její historické jádro (loď) nelze klást hlouběji než do 17. století. V letech 1909-1910 bylo zbořeno staré a postaveno nové kněžiště se sakristií a oratoří. 

## Popis
Jedná se o jednolodní stavbu s odsazeným kněžištěm ukončeným apsidou. K východní zdi přiléhá čtyřboká sakristie s oratoří v patře. V ose severního průčelí předstupuje hranolová věž. Hladké fasády s opěrnými pilíři jsou prolomeny okny s půlkruhovým záklenkem. 

## Zařízení
V kostele se nachází dřevořezba madony s dítětem z konce 14. století. Ciborium zhoovil roku 1747 brněnský stříbrník Jan Kristián Fischer. Ve věži je zavěšený zvon ulitý roku 1649.
Jde o farní kostel farnosti Dambořice.